# Nuvolera
Nuvolera es un municipio italiano situado en la provincia de Brescia, en Lombardía. Tiene una población estimada, a fines de abril de 2024, de 4739 habitantes.

## Evolución demográfica
| Gráfica de evolución demográfica de Nuvolera entre 1861 y 2024 |
|                                                                |
| Fuente: ISTAT - Elaboración gráfica de Wikipedia               |